# Woodhouse Eaves

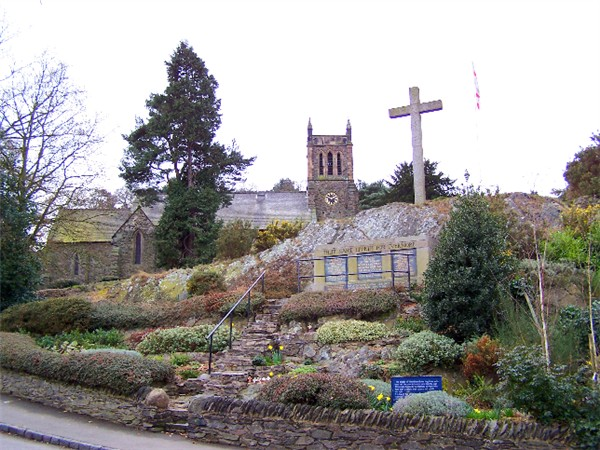
Igreja de Woodhouse Eaves.

Woodhouse Eaves é uma vila em Charnwood Forest [en], Leicestershire, Inglaterra.
Perto estão as aldeias de Quorn [en], Swithland [en] e Newtown Linford [en]. A "Breakback Road" leva da aldeia para Nanpantan [en] e Loughborough.
A igreja de St Paul é um edifício de granito com telhado de ardósia, construído de acordo com os projetos de William Railton em 1837 e ampliado por Ewan Christian [en] em 1880.

## Pessoas notáveis
- O ex-goleiro do Nottingham Forest, do Leicester City e da Inglaterra, Peter Shilton, viveu em Woodhouse Eaves.
- A tenista Katie Boulter nasceu em Woodhouse Eaves.[2][3]